# Morad Salhi
 (mars 2020).
Pour les articles homonymes, voir Salhi.
Morad Salhi, né à Anvers en Belgique, est un kick-boxeur belgo-marocain de poids welters.
Combattant depuis plus de dix ans sous Fight Night, en 2015, il signe un contrat professionnel dans l'organisation Enfusion, avant d'être définitivement exclu de toutes les organisations sportives à la suite de lourds problèmes judiciaires.

## Biographie
Morad Salhi naît et grandit à Anvers de parents marocains. Il débute le kickboxing dans la salle de gym Redhawks, de là d'où il adopte son surnom sur la scène du kickboxing.

### Carrière
Le 19 juin 2010, il prend part au tournoi Fight Night kickboxing K-1 qui a lieu à Brest, pour le titre de champion du monde, en affrontant le Français Abdallah Mabel. Il finit le combat en atteignant la demi-finale du tournoi.
Dans ses débuts en Enfusion, il affronte Hicham El Gaoui le 14 mars 2015 pour le titre de champion du monde Enfusion des -80 kg. La confrontation se termine en une défaite pour le Belgo-Marocain.

### Fin de carrière
En 2019, il est victime d'une tentative d'assassinat à Anvers dans le quartier de Borgerhout. Blessé, plusieurs balles traversent sa jambe gauche. Les enquêtes policières révèlent que le kickboxeur aurait refusé de payer une rançon à deux criminels néerlandais dans une affaire de trafic de drogue. 

## Palmarès
- 2010 : Champion des Pays-Bas Fight Night -72kg
- 2011 : Champion de Belgique Fight Night -72kg
- 2013 : Champion d'Europe WFCA